# Marin de Viry
Marin de Viry, né le 30 janvier 1962 à Boulogne-Billancourt, est un écrivain français, critique littéraire et professeur de littérature.

## Biographie

### Famille et formation
Marin de Viry rentre à l’Institut d'études politiques de Paris en 1983, où il étudie parallèlement à ses études de lettres modernes à la Sorbonne qui s’achèvent par un doctorat de troisième cycle sur Stendhal, dirigé par Michel Crouzet[source secondaire souhaitée].

### Carrière
En 2004, il est appelé au comité de rédaction de la Revue des Deux Mondes ; il y écrit depuis une chronique mensuelle, le plus souvent sous la forme d’une nouvelle dialoguée, ainsi qu’une critique littéraire[réf. souhaitée].
La même année, il rejoint l’équipe de Dominique de Villepin en tant que directeur de la communication de sa campagne pour la présidentielle.
En 2021, il publie L'Arche de mésalliance, que Libération compare à Michel Houellebecq et à Alfred de Musset.
En 2023, il publie le roman La Montée des périls, qui reçoit une critique positive de la part du Figaro, estimant que « Marin de Viry, comme son personnage, a l'immense qualité d'être moqueur sans aigreur, ironique sans être cynique, incisif mais d'une exquise urbanité ».

## Prises de position
Opposé au mariage homosexuel, il participe en 2013 à une université d'été de La Manif pour tous.

## Œuvres
- Pour en finir avec les hebdomadaires, Paris, Gallimard, coll. « Pour en finir avec… », 1996, 139 p. (ISBN 2-07-074101-X)
- Le Matin des abrutis, Paris, J.C. Lattès, 2008, 205 p. (ISBN 978-2-7096-3014-6)
- Tous touristes, Paris, Flammarion, coll. « Café Voltaire », 2010, 124 p. (ISBN 978-2-08-123193-1)
- Mémoires d'un snobé : roman, Paris, Éditions Pierre-Guillaume de Roux, 2012, 205 p. (ISBN 978-2-36371-021-5)
- Un roi immédiatement, Paris, Éditions Pierre-Guillaume de Roux, 2017, 144 p. (ISBN 978-2-36371-184-7)
- L'Arche de mésalliance, Paris, Éditions du Rocher, 2021, 216 p. (ISBN 978-2-26810-575-8)
- La Montée des périls, Paris, Éditions du Rocher, 2023, 220 p. (ISBN 978-2-26810-878-0)
- Le continent masculin, Paris, Éditions du Rocher, 2025, 240 p. (ISBN 978-2-268-11163-6)